# Tschahbahar (Verwaltungsbezirk)
Tschahbahar (persisch شهرستان چابهار, ‚Schahrestan Tschahabar‘) ist ein Schahrestan in der Provinz Sistan und Belutschistan im Iran. Er enthält die Stadt Tschahbahar, welche die Hauptstadt des Verwaltungsbezirks ist. Der Bezirk grenzt im Osten an Pakistan an und hat als einer von drei Bezirken der Provinz einen Meereszugang. 
Traditionell waren die Menschen im Bezirk Tschahbahar in der Fischerei und der Landwirtschaft tätig und trieben etwas Handel an der Küste. In den 1970er Jahren richtete die Regierung hier eine Marinestation und einen Luftwaffenstützpunkt ein. In den 1980er Jahren wurden die Hafenanlagen in Tschahbahar während des iranisch-irakischen Krieges ausgebaut und in den 1990er Jahren weiter entwickelt.

## Demografie
Bei der Volkszählung 2016 betrug die Einwohnerzahl des Schahrestan 283.204. Die Alphabetisierung lag bei 68 Prozent der Bevölkerung. Knapp 40 Prozent der Bevölkerung lebten in urbanen Regionen.
| Zensusjahr | Einwohnerzahl |
| ---------- | ------------- |
| 2011       | 264.051       |
| 2016       | 283.204       |